# Pavel Jáchym Šebesta
Pavel Jáchym Šebesta, něm. Paul Joachim Schebesta (20. březen 1887 Pietrowice Wielkie u Racibórze – 17. září 1967 Mödling), byl český misionář, etnograf, antropolog a lingvista.

## Studia a misie
Od roku 1905 studoval filozofii a teologii v Mödlingu a roku 1911 byl jako člen řeholního misionářského řádu Společnosti Božího Slova ve zdejším misijním domě Sv. Gabriela vysvěcen na kněze. Na vídeňské univerzitě se věnoval také antropologii, archeologii a egyptologii. V letech 1912–1916 působil jako misionář v Mosambiku v oblasti řeky Zambezi. Protože toto území bylo portugalskou kolonií, byl jako rakousko-uherský občan po vstupu Portugalska do první sv. války v roce 1917 zatčen. Později byl převezen do Portugalska, kde setrval až do roku 1920. Pobyt využil ke studiu archivních materiálů o misiích v jihovýchodní Africe.

## Cesty
- 1924–25: Při první cestě do jihovýchodní Asie na Malajský poloostrov studoval negritské skupiny Semangů, Senojů a Jakuďnů. Na severu poloostrova se dostal až hranicím dnešního Thajska, poté na Sumatře poznával příslušníky kmene Kubu.
- 1929–30: V Belgickém Kongu studoval v oblasti řeky Ituri středoafrické Pygmeje, se kterými během pobytu i žil.
- 1934–35: Z keňské Mombasy cestoval přes Nairobi a Eldoret k Albertovu jezeru. Dále cestoval do Mahagy v Belgickém Kongu, kde u řeky Ituri žil v táborech bambutských kmenů. Z města Mambasa se Šebesta přesunul do Vamby a Avakuti přes obávaný prales Dese.
- 1938–39: Při druhé cestě do jihovýchodní Asie zkoumal trpasličí kmen Aethů ve filipínských pralesích na ostrovech Luzon, Negros, Panay a Mindoro.
- 1949–50 a 1954–55: Podnikl znovu cesty do tropických pralesů v Africe a pokračoval ve výzkumu Pygmejů.

## Sbírky
Na své cesty se vydával z Mödlingu, kde studoval. Sem se i vracel, aby třídil a zpracovával přivezený materiál. Část sbírek ze Šebestových výprav je uložena v Hrdličkově muzeu člověka a v Náprstkově muzeu v Praze.

## Knihy
- Z přítmí pralesa (1927)
- Anthropologie středoafrických Pygmejů v Belgickém Kongu (1933)
- V tropických pralesích (1935)
- Die Bambuti-Pygmäen vom Ituri (Brusel od roku 1938)
- Mezi trpaslíky a negry (1940, spoluautorka Sína Lvová)
- Tajnosti tropického pralesa (1947)
- čtyřdílné Pygmäen-Völker der Erde, die Negrito Asiens (v Mödlingu od roku 1952)